# Blausee (Melchsee-Frutt)
Der Blausee (auch: Blauseeli) ist ein kleiner Bergsee auf der Alp Aa. Diese liegt östlich des Frutt-Dorfs bei der Alp Melchsee-Frutt auf dem Gemeindegebiet von Kerns im Kanton Obwalden. Der See liegt auf 1916 m ü. M. am Hang zum Hochstollen am Weg von der Frutt zu dem Plateau Abgschütz.
Der See bedeckt eine Fläche von 16'929 m² (= 1,69 ha) und ist damit neben dem Melchsee und dem Tannensee der kleinste der drei Seen auf Melchsee-Frutt. Sein Abfluss ist der Blauseebach, der natürlicherweise in den Aabach mündete, ab der Alp Cheselen ist dies dann der Cheselenbach, der schliesslich bei der Stöckalp in die Grosse Melchaa mündet. Der Abfluss wird jedoch nach rund 400 Metern vollständig gefasst und in den Melchsee geführt. Das Wasser wird dann zusammen mit dem sonstigen Wasser aus dem Melchsee zur Stromproduktion im Kraftwerk Hugschwendi (auch Kraftwerk Melchsee-Frutt genannt) verwendet. Das Einzugsgebiet des Blausees umfasst eine Fläche von 0,77 km², das sind 6,8 % der gesamten Einzugsfläche des Kraftwerks. Die Wassermenge aus dem Blausee trägt zu 7,3 % an der gesamten Stromproduktion von 35 Millionen kWh (=35 GWh) jährlich im Kraftwerk Hugschwendi bei, was rechnerisch etwa 2,5 Millionen kWh entspricht.
Von etwa Dezember bis Mai ist der Blausee zugefroren und schneebedeckt und dadurch kaum sichtbar.
An dem See wird Fliegenfischen auf sechs verschiedene Arten von Salmoniden (u. a. Bachforellen, Saiblinge, Regenbogenforellen) ausgeübt.

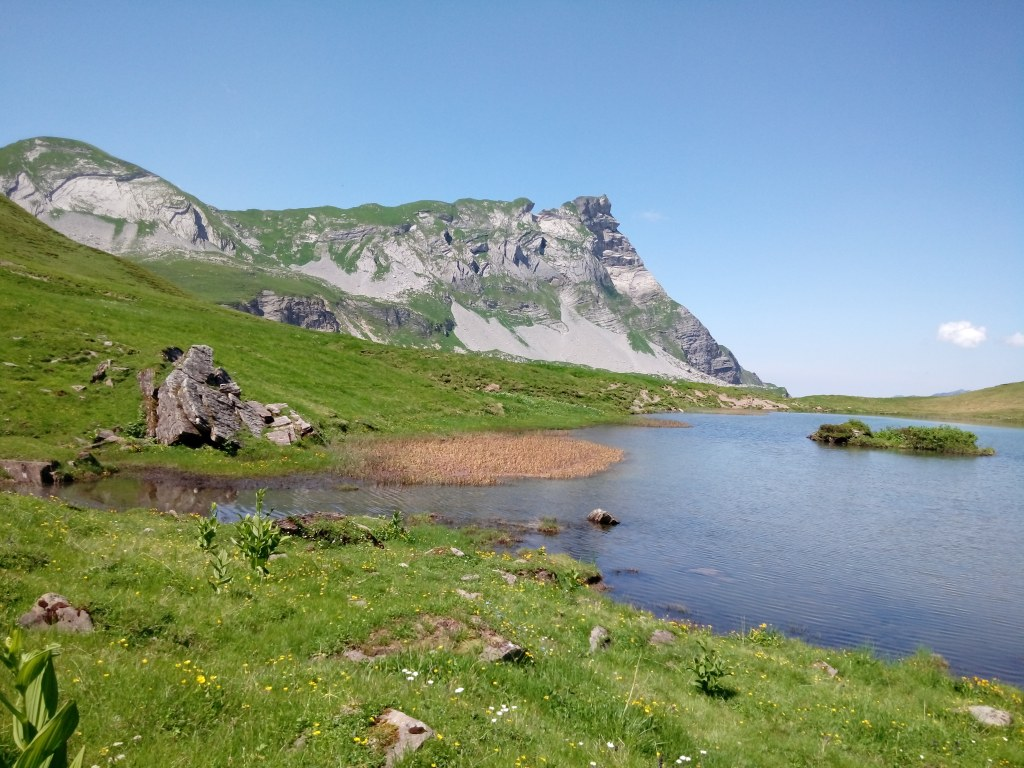
Blausee, im Hintergrund das Brünig-Haupt
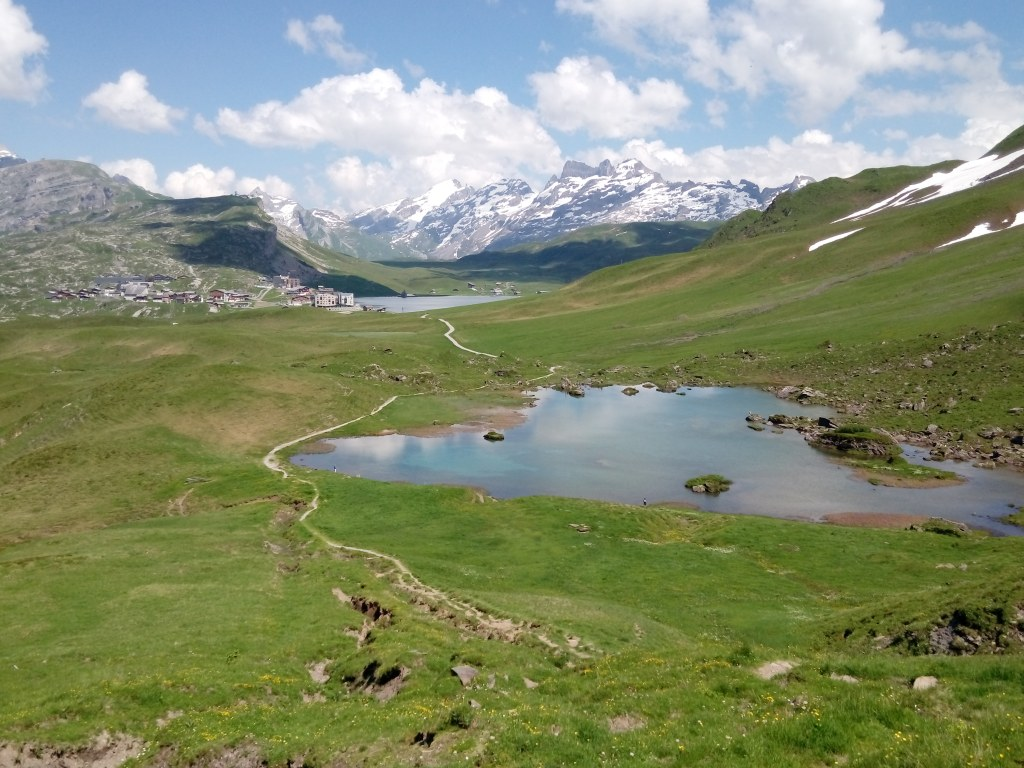
Blausee, im Hintergrund Melchsee-Frutt